# 꽃의 생애 (1963년 드라마)
《꽃의 생애》(花の生涯 하나노쇼우가이[*]) 1963년 4월 7일부터 12월 29일까지 일본방송협회에서 제작한 대하드라마으로 대하드라마 시리즈의 첫 번째 작품이다. 방영횟수는 총 39회이다.
1961년 NHK는 역사 소설을 드라마화하여 시리즈로 계속 방영할 것을 발표, 그 첫 번째 작품으로 《꽃의 생애》를 다뤘다.

## 배역
- 이이 나오스케: 오노에 쇼로쿠 (2대)
- 마사코 (이이 나오스케의 정실): 야치구사 카오루
- 아키야마 시즈 (이이 나오스케의 측실): 카가와 쿄코
- 이이 나오아키 (이이 나오스케의 형): 시미즈 마사오
- 도쿠가와 나리아키: 아라시 칸주로